# 擬古物語
『擬古物語』（ぎこものがたり）とは、鎌倉時代から近世初頭に成立した、平安時代の王朝貴族を主人公にする物語の総称である。
『源氏物語』以後、その影響を受けた『夜半の寝覚』・『みつの浜松』（『浜松中納言物語』）・『狭衣物語』・『とりかへばや物語』・『有明の別れ』などの物語が成立した。平安時代末期までに成立したこれらの物語は通常後期物語と呼ばれる。
擬古物語はこの流れを受けるもので、初期（後鳥羽院政期から後嵯峨院政期の初頭にかけて）の『いはでしのぶ』・『風につれなき』などが成立した。他に『むぐら』、『苔の衣』、『石清水物語』、『わが身にたどる姫君』、『風に紅葉』などが挙げられる。

## 主な擬古物語
- 『あさぢが露』
- 『あきぎり』
- 『石清水物語』
- 『いはでしのぶ』
- 『風につれなき』
- 『苔の衣』
- 『しづくに濁る』
- 『住吉物語』
- 『むぐら』
- 『わが身にたどる姫君』
- 『海人の刈藻』
- 『風に紅葉』
- 『雲隠六帖』（『源氏物語』の補作）
- 『栗栖野物語』
- 『木幡の時雨』
- 『恋路ゆかしき大将』
- 『小夜衣』
- 『しのびね』
- 『白露』
- 『艶詞』
- 『葉月物語絵巻』
- 『兵部卿物語』
- 『別本八重葎』（『源氏物語』「蓬生」巻のパロディ）
- 『松陰中納言物語』
- 『松浦宮物語』（『無名草子』によれば藤原定家の作）
- 『やへむぐら』
- 『山路の露』（『源氏物語』の補作）
- 『夢の通ひ路物語』
- 『夜寝覚物語』（『夜半の寝覚』の改作）